# Secamone stuhlmannii
Secamone stuhlmannii är en oleanderväxtart. Secamone stuhlmannii ingår i släktet Secamone och familjen oleanderväxter.

## Underarter
Arten delas in i följande underarter:
- S. s. stuhlmannii
- S. s. whytei